# Sigurnost prometa na cestama
Sigurnost prometa na cestama predstavlja ukupnost ponašanja sudionika i ostalih subjekata cestovnog prometa, međusobnih odnosa i uvjeta na cestama kojom se postiže najveća mogućnost života i zdravlja te imovine aktivnih i pasivnih sudionika te infrastrukture. Radi sigurnosti ceste moraju udovoljiti osnovnim uvjetima kojima daju infrastrukturni okvir sigurnosti prometa. Radi reguliranja odnosa među subjektima, postoje pravila prometa na cestama, sustav prometnih znakova i znakova koje daju ovlaštene osobe (prometna policija, cestarske službe...). Da bi sudionici kvalitetno sudjelovali i minimizirala se mogućnost oštećenja zdravlja ili gubitka života, odnosno minimiziranja mogućnosti nastanka oštećenja ili uništenja imovine (subjekata u prometu i infrastrukture), određuju se dužnosti sudionika u slučaju prometne nesreće, sprovodi se osposobljavanje kandidata za vozače, polaganje vozačkog ispita, dobivanje vozačke dozvole i regulira uvjete za stjecanje prava na upravljanje vozilima, vuču vozila, definira se koji su uređaji i oprema koje moraju imati vozila, dimenzije, ukupna masa i osovinsko opterećenje vozila te uvjeti kojima moraju udovoljavati vozila u prometu na cestama. Sudionike se periodično izvješćuje o stanju na cestama i prohodnosti cesta. Pod cestovnim prometom predmnijeva se promet vozila, pješaka i drugih sudionika u prometu na javnim cestama i nerazvrstanim cestama koje se koriste za javni promet.